# Barão de Monte Pedral
Barão de Monte Pedral é um título nobiliárquico criado pelo Regente durante a menoridade de D. Maria II de Portugal, por Decreto de 13 de Setembro de 1835, em favor de José Baptista da Silva Lopes.
Titulares
1. José Baptista da Silva Lopes, 1.° Barão de Monte Pedral.

Após a Implantação da República Portuguesa, e com o fim do sistema nobiliárquico, usou o título: 
1. José Maria da Cunha Rego de Amorim, 2.° Barão de Monte Pedral.